# Zafari
Zafari é um desenho animado feito em computação gráfica criado por David Dozoretz. A Digital Dimension foi contratada para fazer 52 episódios de onze minutos em Montreal. Vários distribuidores em todo o mundo, incluindo a NBCUniversal, compraram a série.

## Enredo
Com um orçamento de vários milhões de euros, esta suntuosa animação conta a história de um grupo de amigos animais que vivem juntos em Zafari - uma terra que abriga uma coleção de habitantes únicos que nasceram magicamente com a pele de outros animais. . A série segue as aventuras de Zoomba - um pequeno elefante com listras de zebra - enquanto explora e dá sentido ao mundo. Zafari se concentra nos temas de inclusão e amizade, inspirando as crianças de que todos são únicos de alguma forma e que nossas diferenças devem ser comemoradas. 

## Produção
O show é notável como a primeira série de televisão animada sendo renderizada inteiramente com o Unreal Engine da Epic Games. Embora a série esteja confiando no Unreal Engine para renderização, a Digital Dimension ainda segue um fluxo de trabalho mais tradicional para a metade frontal da produção. Os personagens são criados e animados no Maya, por exemplo, mas o Unreal é usado para iluminação, efeitos e renderização. A composição geralmente não é necessária. 

## Transmissão
No Brasil, a série é exibida no Nat Geo Kids desde o dia 12 de março de 2018. 

## Lista de episódios

### Primeira Temporada
| #  | Título                           | Resumo |
| -- | -------------------------------- | --- |
| 1  | Um prêmio inusitado              | Quando Zoomba e Quincy ganham a corrida anual de Zafari, parece que seu prêmio é ser o servo de todos os perdedores! Porém, o prêmio de verdade é algo muito mais especial.                                                              |
| 2  | Cada bicho no seu galho          | Um temporal destrói o lugar onde Quincy dorme. Então, Zoomba oferece abrigo a Quincy. Porém, nada sai como planejado. |
| 3  | Prazer, meu nome é Renalda       | Zoomba deixa Renalda irritada e agora deve passar o dia obedecendo às ordens dela. Mas ao fazer isso, ele percebe que ela não é quem ela aparenta ser. Com isso, os dois acabam fortalecendo sua amizade.                                |
| 4  | Quem é o chefe?                  | Babatua vê que Zoomba não consegue se impor. Então, ele resolve deixá-lo no comando de Zafari. Com isso, Quincy tenta se aproveitar de seu poder, enquanto Zoomba tem que aprender como se tornar um forte líder.                        |
| 5  | Uma amizade das cavernas         | Pokey e Quincy não se suportam. Porém, quando acidentalmente Zoomba deixa eles presos em uma caverna, a dupla aprende que por mais grandes que sejam suas diferenças, eles podem ter mais coisas em comum do que eles pensam.            |
| 6  | Amigos ou Adversários?           | Frick e Frack são melhores amigos. Porém, quando uma pequena briga os separa, Zoomba deve encontrar uma maneira para que eles voltem a ser novamente amigos.                                                                             |
| 7  | Trombando a Tromba               | Zoomba machuca sua tromba e enquanto se recupera, Quincy o ajuda a fazer tudo o que sua tromba fazia. Porém, quando tudo dá errado, Zoomba percebe que os sentimentos dos outros também podem ser feridos.                               |
| 8  | O Convidado Misterioso           | Todos em Zafari parecem estar em pé de guerra. Porém, Babatua anuncia a chegada de um convidado para o jantar. Enquanto os Zafarianos se preparam para recebê-lo, eles começam a perceber que esse hóspede pode ser uma grande surpresa. |
| 9  | O Fazedor de Confusão            | Zoomba sente que ninguém lhe escuta. Porém, Elspeth, um cientista de Zafari, lhe dá um dispositivo de som que resolve seu problema. Só que com isso, ele acaba criando outro problema!                                                   |
| 10 | O Grande Mistério das Pegadinhas | Alguém está pregando uma peça nos Zafarianos, todas as noites enquanto eles dormem. Com isso, Zoomba investiga esse mistério e descobre coisas surpreendentes.                                                                           |
| 11 | A Maldição                       | Quando tudo parece dar errado para Zoomba, ele começa a pensar que está com azar. Ou será que isso é apenas fruto de sua imaginação? |
| 12 | O Desafio                        | Pokey e Antônio não entendem que a função dos outros também é importante. Então, Zoomba sugere que eles troquem de emprego por um dia. Com isso, algumas consequências inesperadas acontecem.                                            |
| 13 | O show deve continuar            | Chegou o dia do show anual de talentos de Zafari. Foi decidido que Pokey será o anfitrião, mas ele não dá a menor importância para isso.                                                                                                 |
| 14 | Frutas, Jogos e Amizades!        | Por causa de um acidente, Zoomba e Quincy pensam que um está bravo com o outro. Depois disso, eles decidem conversar para resolver a situação. Então, eles percebem que uma amizade verdadeira pode superar os mal-entendidos.           |
| 16 | O dia de ficar de boa            | Babatua permite que os Zafarianos deixem de fazer suas tarefas por um dia. Porém, quando isso começa a causar problemas, Zoomba percebe que as tarefas domésticas são muito importantes.                                                 |
| 17 | Com fogo não se brinca           | Quincy apaga a única fonte de fogo de Zafari. Agora, ele deve ir com Zoomba, Antônio e Bubba em uma aventura até o Vale das Chamas para conseguir mais fogo!                                                                             |
| 18 | E o Oscar vai para...            | Todos os Zafarianos ficam com uma tosse ruim, exceto Zoomba. Então ele deve viajar sozinho para a floresta de bambu, a fim de obter o medicamento.                                                                                       |
| 19 | Natação Impossível               | Zoomba decide ensinar Quincy a nadar - uma tarefa complicada, já que Quincy se recusa a entrar na água. |
| 20 | Alacazoomba                      | Zoomba está frustrado porque Quincy está constantemente falando ou dormindo, nunca permitindo Zoomba falar. Um truque de mágica do Oscar é sua chance de fazer Quincy prestar atenção nele - ou não?                                     |
| 21 | A Copa Zafari                    | A competição esportiva anual de Zafari está prestes a começar! Porém, quando Quincy oferece treinar Zoomba, ele decide tomar outro caminho até a vitória.                                                                                |
| 22 | O Cheiro do Equilíbrio           | Zoomba corre de uma aventura para outra, nunca tendo tempo para desfrutar de qualquer uma. Então, Babatua pede que ele passe o dia com Bubba, que ensina a Zoomba que também é importante desacelerar.                                   |
| 23 | Lulu                             | Zoomba descobre um potencial intruso no Zafari. Mas talvez não seja tudo o que parece, e nos deparamos com um novo amigo especial e uma nova forma igualmente especial de olhar o mundo.                                                 |
| 24 | A diferença                      | Os pandas de Xafarian, Xiang e Fan parecem estar sempre discutindo. Mas quando Zoomba se esforça para encontrar algo que eles possam concordar, não é o que ele esperava.                                                                |
| 25 | A pulseira da amizade            | Os Zafarianos decidem fazer pulseiras da amizade. Porém, Renalda enfrenta um problema. Com isso, Zoomba aprende que a amizade significa você aceitar os outros do jeito que eles são.                                                    |
| 26 | A caça ao tesouro                | Quincy acha que encontrou tesouros no fundo do lago. Zoomba ajuda-o a pegar e eles descobrem que todos têm uma ideia diferente do que faz algo especial.                                                                                 |